# Table-Top-Formation
Die aus dem Paläoarchaikum (Isuum) stammende Table-Top-Formation ist die älteste suprakrustale Formation  aus der Pilbara Supergroup des Pilbara-Kratons in Westaustralien. Sie bildet im East Pilbara Terrane die Basis der zur Warrawoona Group gehörenden Coonterunah Subgroup.

## Vorkommen
Das Vorkommen der Table-Top-Formation ist auf den im Nordwesten des East Pilbara Terrane liegenden Pilgangoora- (vormals auch East Strelley Greenstone Belt) und den Pincunah-Grünsteingürtel beschränkt, in den anderen Grünsteingürteln fehlt sie.

## Einführung
Die rund 2000 bis 2500 Meter mächtige Table-Top-Formation ist magmatischen Ursprungs und von vorwiegend extrusiver Natur. Sie besteht hauptsächlich aus feinkörnigen Basalten (Korngröße um 0,5 Millimeter).  Diese Gesteine wurden später unterschiedlich stark verkieselt, rekristallisiert und metamorphosiert (Grünschiefer- bis Amphibolithfazies). Die ursprüngliche Basis der Formation ist nirgendwo aufgeschlossen, es bestehen aber intrusive und tektonische Kontakte zum unterlagernden Carlindi-Granitkomplex. Die Table-Top-Formation wird konkordant von der Coucal-Formation überlagert, die mit einer markanten Chertlage einsetzt.

## Stratigraphie

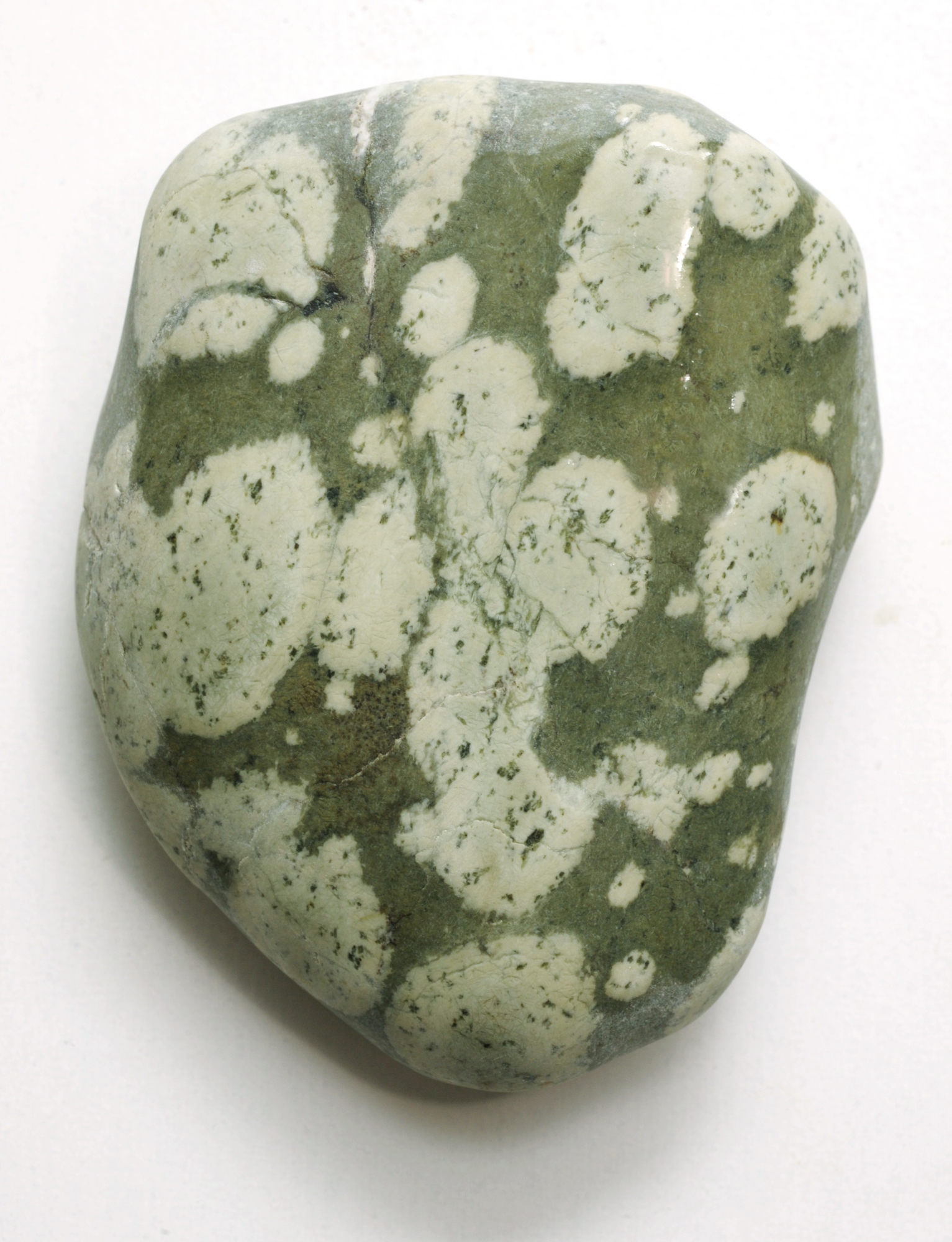
Variolith von der Olympic Peninsula, Washington State

Im Liegenden der Table-Top-Formation folgen über tholeiitischen Basalten etwa 250 Meter an Magnesium-reichen Basalten, die einzigen ihrer Art in der gesamten Coonterunah Subgroup. Es handelt sich um variolithische Basaltflüsse mit sehr schön ausgebildeten Variolen aus Albit und Aktinolith (bis zu 50 Millimeter im Durchmesser). Darüber legen sich rund 20 Meter an Pyroxen-führenden, komatiitischen Basalten, deren Pyroxennadeln jetzt vollständig zu Amphibol umgewandelt sind. Die restliche Abfolge wird von generell massiven, sehr blasenarmen Tholeiitbasalten beherrscht, die nur stellenweise Kissenlava ausbilden. Die seltenen, 50 bis 150 Zentimeter in der Längsdimension messenden Kissen sind gut erhalten und zeigen den typischen Aufbau von Kern, Randzone und Haut. Eine Besonderheit stellen schräggeschichtete Rippeln aus vulkanischen Sedimenten dar, die auf der Scoria-haltigen Oberseite einiger mehr blasenreicher Basaltflüsse anzutreffen sind.
Die in die Abfolge eingedrungenen Intrusivgesteine zeigen ein Gefügekontinuum von subvulkanischen Doleriten hin zu Gabbros. Diese mafischen Intrusivtafeln liegen mehr oder weniger konkordant und enden im Hangenden meist mit einem Basaltfluss. Kumulusxenolithen dieser mafischen Intrusiva treten in der unteren Table-Top-Formation auf.

## Ablagerungsmilieu
Die Table-Top-Formation wurde untermeerisch abgelagert, vorwiegend im tiefen Bereich. Die seltenen Rippeln deuten auf eine Verflachung des Ablagerungsmilieus hin.

## Petrologie
Die vorherrschenden, mafischen Tholeiit-Basalte lassen sich generell in zwei Magmenfolgen unterteilen, einmal in eine Gruppe mit hohem Titan-Gehalt (>0,8 Gewichtsprozent TiO2) und in eine Gruppe mit niedrigem Ti-Gehalt (<0,8 Gewichtsprozent TiO2). Die Niedrig Ti-Basalte entstammen einer stärker abgereicherten Mantelregion als die Hoch-Ti-Basalte. Ihr Spurenelementmuster gibt sie für die seltenen Erden als nur mäßig fraktionierte N-MORB-Basalte zu erkennen. 
Die nur geringmächtigen, ultramafischen Komatiitflüsse sind nicht an Aluminium abgereichert und besitzen einen MgO-Gehalt von 22 bis 30 Gewichtsprozent.

## Metamorphose
Bedingt durch das Aufdringen des Carlindi-Granitkomplexes wurden Vulkanite und Intrusiva der Table-Top-Formation unter Drucken von 0,2 bis 0,35 GPa kontaktmetamorph verändert. Es entstanden typische Minerale der Grünsteinassoziation. Demzufolge wird der Mineralbestand jetzt von Amphibol (25 bis 50 % Ferro-Aktinolith, in der Amphibolithfazies Aluminium-haltiger Ferro-Tschermakit), Albit (25 bis 50 %), Epidot (10 %), Chlorit (0 bis 20 %) und Quarz (5 bis 20 %) beherrscht. Als Akzessorien fungieren Klinozoisit, Leukoxen und die Oxide Magnetit und Ilmenit, gelegentlich treten auch noch Margarit (bis 10 %) und Karbonate hinzu. Dennoch lassen tektonisch weniger stark beanspruchte Abschnitte in grobkörnigeren Gesteinen die ursprünglichen magmatischen Minerale Klinopyroxen, Orthopyroxen, Plagioklas und Hornblende in Form von Exsolutionslamellen erahnen. Besonders blasenreiche Gesteine zeigen Umwandlungserscheinungen nach Ankerit.

## Alter
Altersbestimmungen der Table-Top-Formation stehen bisher noch aus. Die überlagernde Coucal-Formation ist jedoch mit 3515 ± 3 Millionen Jahren BP datiert worden, was ein Mindestalter von rund 3517 Millionen Jahren BP für die Table-Top-Formation rechtfertigt. Die Intrusion des Carlindi-Granitkomplexes erfolgte um 3484 bis 3468 Millionen Jahre BP.